# Devarakonda
Devarakonda, en hindi : देवरकोंडा, est une ville du district de Nalgonda, dans l'État du Telangana, en Inde. Selon le recensement de l'Inde de 2011, elle compte une population de 29 731 habitants.